# Atelopus varius
Atelopus varius là một loài cóc thuộc họ Bufonidae.
Đây là loài đặc hữu của Panama và Costa Rica. Chúng từng sinh sống từ Costa Rica đến Panama.
A. varius hoạt động vào ban ngày thường được tìm thấy trên đá hoặc ở các khe dọc suối trong vùng thấp ẩm và rừng núi (Crump và Pounds 1985). Nó chủ yếu là một loài trên cạn, chỉ xuống nước vào mùa sinh sản.

## Hình ảnh

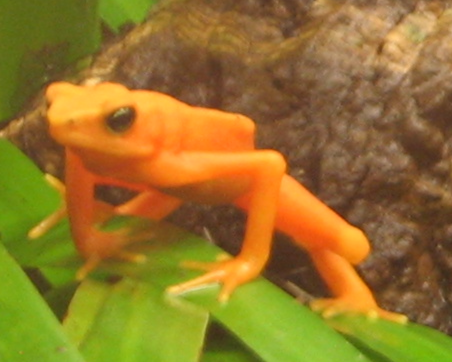
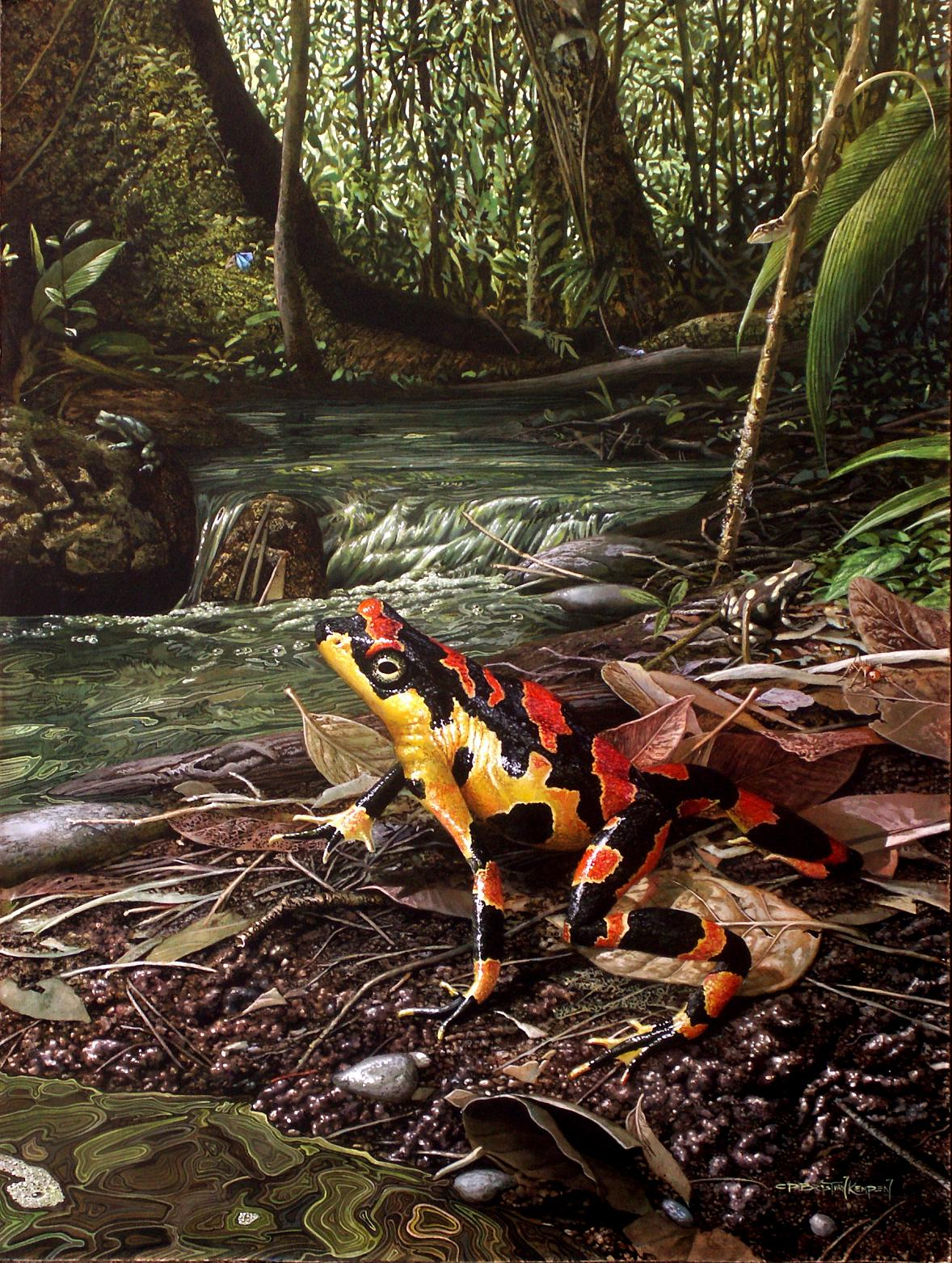
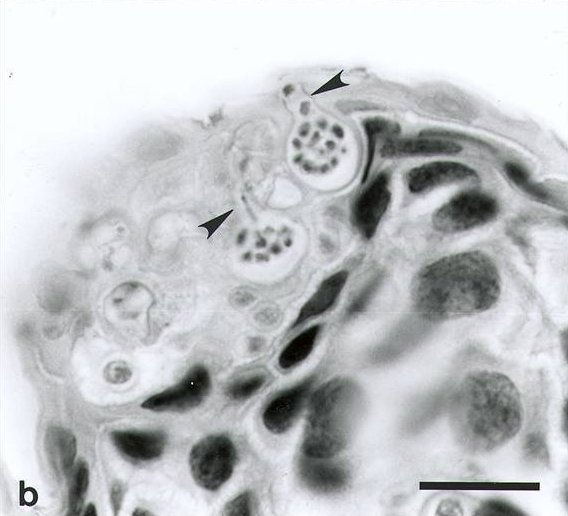